# Socialdemocratici (Danimarca)
I Socialdemocratici (in danese Socialdemokratiet- S) sono un partito politico danese di orientamento socialdemocratico fondato nel 1871.
SD è membro dell'Alleanza Progressista e, in sede europea, del Partito Socialista Europeo.

## Storia
Dal 1871 al 1924 i socialdemocratici non hanno mai guidato il governo. Tra il 1924 ed il 1926 i socialdemocratici guidarono il governo con Thorvald Stauning e poi ancora dal 1929 al 1942. Fino alla prima metà degli anni venti la Danimarca, come il Regno Unito e la Norvegia, vide l'alternanza tra Conservatori, Liberali e Social-liberali. Solo dalla seconda metà degli anni venti i socialdemocratici, dato l'aumento della classe operaia e della popolazione urbana, cominciarono ad assumere un peso maggiore nella vita della nazione.
Nella seconda metà del Novecento, i socialdemocratici hanno guidato il Paese per ben 36 anni:
- nel 1945 con Vilhelm Buhl;
- dal 1947 al 1950 e dal 1953 al 1955 con Hans Christian Hedtoft-Hansene;
- dal 1955 al 1960 con Hans Christian Svane Hansen;
- dal 1960 al 1965 con Viggo Kampmann;
- dal 1965 al 1968 e dal 1971 al 1972 con Jens Otto Krag;
- dal 1972 al 1973 e dal 1975 al 1982 con Anker Jørgensen;
- dal 1993 al 2001 con Poul Nyrup Rasmussen.

Dal 1947 al 1966 SD ha conseguito alle elezioni politiche una percentuale di voti compresa sempre tra il 38,2% ed il 42,1%. Dal 1966 al 1988 vi è stato un primo declino di consensi. I socialdemocratici, infatti, in quel ventennio non hanno più raggiunto il 40% dei voti toccando anche percentuali intorno al 29%. Nel 1973 scesero, addirittura, al 25,3%. Nonostante il sostanziale divario tra il miglior ed il peggior risultato (1960: 42,1%; 1973: 25,3%) nei 40 anni in esame i Socialdemocratici rimasero sempre il primo partito danese.
Tra il 1990 ed il 1998 i socialdemocratici migliorarono decisamente i propri consensi, superando sempre il 34% dei voti. Nel 2001 e nel 2005, invece, si è assistito ad un nuovo calo del partito, che ha ottenuto rispettivamente il 29,1% ed il 25,8% dei suffragi, perdendo entrambe le volte il primato a favore dei Liberali. Alle elezioni politiche del 2011 gli SD ottennero il 24,9% dei voti e 44 seggi. Nonostante il leggero calo, SD espresse il nuovo premier, Helle Thorning-Schmidt. Il governo venne sostenuto anche dalla Sinistra Radicale, socio-liberali, e dal Partito Popolare Socialista.
Nel elezioni parlamentarie del 2015, nonostante i Socialdemocratici si confermano primo partito di Danimarca con il 26,3% di preferenze e 47 seggi al Folketing non riescono comunque ad ottenere la maggioranza, che passa al centro-destra, tanto che il Premier Helle Thorning-Schmidt è costretta a rassegnare le dimissioni.

## Ideologia
Dalla sua fondazione il partito sposa il motto "Libertà, uguaglianza, fratellanza", che si traduce politicamente in un'attenzione alla solidarità con i più bisognosi e nel welfare sociale, ponendo l'accento sulla responsabilità individuale rispetto ai vari membri della società, e in un coinvolgimento rispetto al progetto europeo.
Pur propugnando politiche economiche di sinistra, diversamente rispetto ad altri partiti europei di centro-sinistra SD ha assunto una posizione critica nei confronti dell'immigrazione di massa, in particolare nella seconda metà degli anni 2010, tradottasi in una politica di asilo molto restrittiva e sforzi volti all'integrazione dei migranti alla cultura danese. In un'autobiografia scritta prima di diventare Ministro di Stato nel 2019, Mette Frederiksen scrisse: "Per me è diventato sempre più chiaro che il prezzo della globalizzazione sregolata, dell'immigrazione di massa e della libera circolazione dei lavoratori viene pagato dalle classi inferiori".
Nello stesso periodo il partito si è inoltre allontanato dalla Terza via e dalle politiche centriste, puntando al rafforzamento della tassazione sui ricchi e al miglioramento di scuole e asili.
Il partito rimane attento alle politiche volte a proteggere il clima.

## Presidenti
| Immagine | Presidente                  | Inizio | Fine      | Altri incarichi |
| -------- | --------------------------- | ------ | --------- | --- |
|          | Louis Pio                   | 1871   | 1872      | |
|          | Carl Würtz                  | 1872   | 1873      | |
|          | Ernst Wilhelm Klein         | 1874   | 1875      | |
|          | Louis Pio                   | 1875   | 1877      | |
|          | Chresten Hørdum             | 1877   | 1877      | |
|          | A. C. Meyer                 | 1878   | 1878      | |
|          | Saxo W. Wiegell             | 1878   | 1879      | |
|          | Chresten Hørdum             | 1880   | 1882      | |
|          | Peter Knudsen               | 1882   | 1910      | Membro del Folketing (1898–1909) |
|          | Thorvald Stauning           | 1910   | 1939      | Ministro di Stato della Danimarca (1924–1926; 1929–1942) |
|          | Hans Hedtoft                | 1939   | 1955      | Ministro di Stato della Danimarca (1953–1955; 1947–1950) |
|          | Hans Christian Svane Hansen | 1955   | 1960      | Ministro di Stato della Danimarca (1955–1960) Ministro delle finanze (maggio – novembre 1945; 1947–1950) |
|          | Viggo Kampmann              | 1960   | 1962      | Ministro di Stato della Danimarca (1960–1962) Ministro delle finanze (settembre – ottobre 1950; 1953–1960) |
|          | Jens Otto Krag              | 1962   | 1972      | Ministro di Stato della Danimarca (1962–1968; 1971–1972) Ministro degli affari esteri (1958–1962; 1966–1967) Ministro delle finanze estere (1958–1962) Ministro dell'economia e del lavoro (1953–1957) Ministro del commercio (1947–1950)              |
|          | Anker Jørgensen             | 1973   | 1987      | Ministro di Stato della Danimarca (1972–1973; 1975–1982) Ministro degli affari esteri (luglio – agosto 1978) |
|          | Svend Auken                 | 1987   | 1992      | Ministro dell'ambiente (1993–2001) Membro del Folketing (1971–2009) |
|          | Poul Nyrup Rasmussen        | 1992   | 2002      | Ministro di Stato della Danimarca (1993–2001) Presidente del Partito del Socialismo Europeo (2004–2011) Europarlamentare (2004–2009) Membro del Folketing (1988–2004)                                                                                  |
|          | Mogens Lykketoft            | 2002   | 2005      | Presidente dell'Assemblea generale delle Nazioni Unite (2015–2016) Presidente del Folketing (2011–2015) Ministro degli affari esteri (2000–2001) Ministro delle finanze (1993–2000) Membro del Folketing (dal 1981) Ministro delle imposte (1980–1981) |
|          | Helle Thorning-Schmidt      | 2005   | 2015      | Ministro di Stato della Danimarca (2011–2015) Presidente del Consiglio dell'Unione europea (gennaio – giugno 2012) Membro del Folketing (dal 2005) Europarlamentare (1999–2004)                                                                        |
|          | Mette Frederiksen           | 2015   | in carica | Ministro di Stato della Danimarca (dal 2019) Ministro della giustizia (2014–2015) Ministro del lavoro (2011–2014) Membro del Folketing (dal 2001) |

## Risultati elettorali
| Elezione          | Voti      | %     | Seggi    | Posizione   |
| ----------------- | --------- | ----- | -------- | ----------- |
| Europee 1979      | 382.487   |       | 3 / 16   | -           |
| Europee 1984      | 387.098   |       | 3 / 16   | -           |
| Europee 1989      | 417.076   |       | 4 / 16   | -           |
| Europee 1994      | 329.202   |       | 3 / 16   | -           |
| Europee 1999      | 324.256   |       | 3 / 16   | -           |
| Parlamentari 2001 | 1.003.023 |       | 52 / 175 | Opposizione |
| Europee 2004      | 618.409   |       | 5 / 14   | -           |
| Parlamentari 2005 | 867.933   |       | 47 / 175 | Opposizione |
| Parlamentari 2007 | 881.037   |       | 45 / 175 | Opposizione |
| Europee 2009      | 503.439   |       | 4 / 13   | -           |
| Parlamentari 2011 | 881.534   |       | 44 / 175 | Maggioranza |
| Europee 2014      | 434.984   |       | 3 / 13   | -           |
| Parlamentari 2015 | 925.288   |       | 47 / 175 | Opposizione |
| Europee 2019      | 592.645   |       | 3 / 13   | -           |
| Parlamentari 2019 | 915.393   |       | 48 / 175 | Maggioranza |
| Parlamentari 2022 | 973.244   | 27,54 | 50 / 179 | Maggioranza |